# AJ Cavalier
AJ Cavalier var den tidligere sanger i rockbandet SOiL.
Han kommer fra byen New York. Han blev uddannet på Campbell Central School. Senere flyttede han til Californien og optrådte på Los Angeles' rockscene. Noget tid senere flyttede han tilbage til New York med sin financier Lisa Taft.